# پلامن گالابوف
پلامن گالابوف (بلغاری: Пламен Гълъбов) زادهٔ ۲ نوامبر ۱۹۹۵ بازیکن فوتبال اهل بلغارستان است.
از باشگاه‌هایی که در آن بازی کرده‌است می‌توان به باشگاه فوتبال لیتکس لووچ اشاره کرد.
وی همچنین در تیم‌های ملی فوتبال تیم ملی فوتبال زیر ۱۷ سال بلغارستان, تیم ملی فوتبال زیر ۱۹ سال بلغارستان، زیر ۲۱ سال بلغارستان، و بلغارستان بازی کرده‌است.